# Muzeul de Etnografie din Brașov

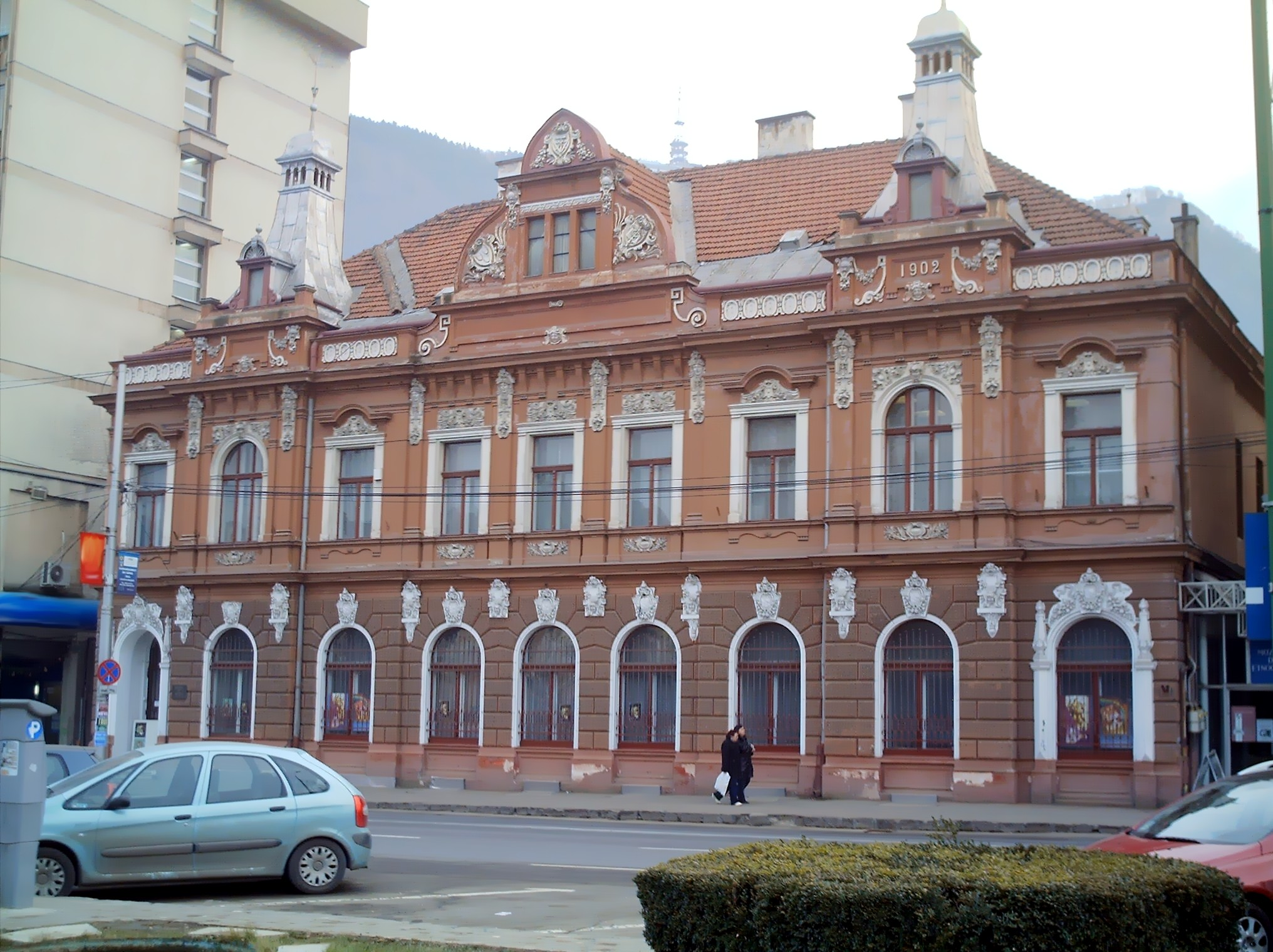
Clădirea Muzeului de Etnografie din Brașov

Muzeul de Etnografie din Brașov funcționează într-o clădire anexă a Muzeului de Artă, accesul făcându-se prin extrema dreaptă a clădirii. Acest muzeu este consacrat etnologiei regionale din sud-estul Transilvaniei, ilustrând patrimoniul său valoros de peste 1000 de piese, civilizația comunităților rurale din zona Bran, zona Rupea, Țara Făgărașului și Țara Bârsei.
Ca structura administrativă, Muzeul de Etnografie funcționează în trei localități: Brașov, Săcele și Rupea.
În pavilionul central Brașov este organizată o amplă expoziție permanentă care cuprinde, într-o tratare succintă, o îndeletnicire comună tuturor zonelor etnografice: meșteșugul țesutului și aplicarea lui funcțională în organizarea interiorului și în costumul popular. Prezentarea are un pronunțat caracter pedagogic, cu accent pe reconstituirea autenticității contextului rural prin unelte, tehnologii și produse specifice.
O secție a muzeului de Etnografie este Muzeul Civilizației Urbane, ce funcționează în Piața Sfatului, la numărul 15, vizavi de galeriile comerciale Corona.